# Analizador diferencial

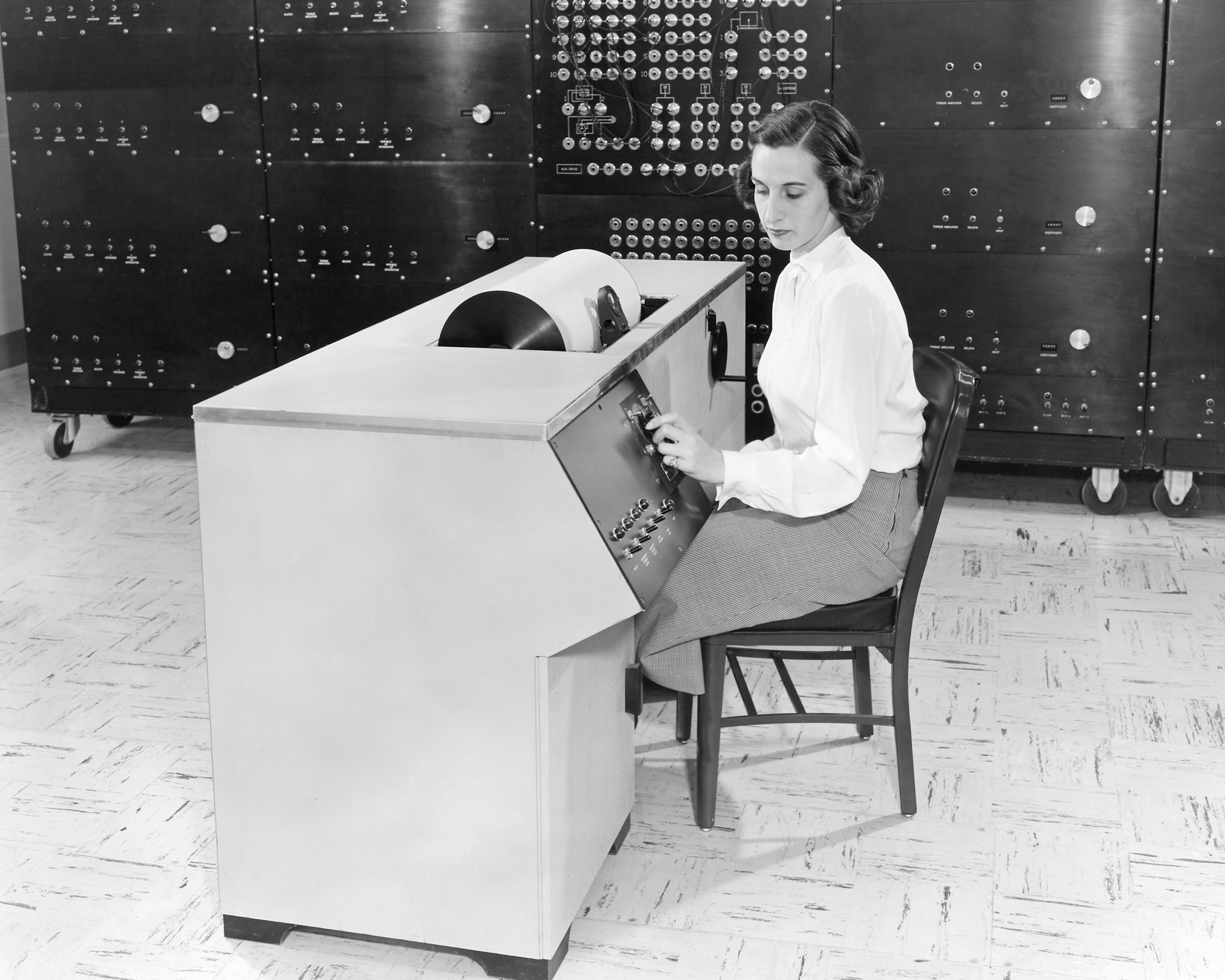
Un analizador diferencial instalado en el NACA Lewis Flight Propulsion Laboratory.

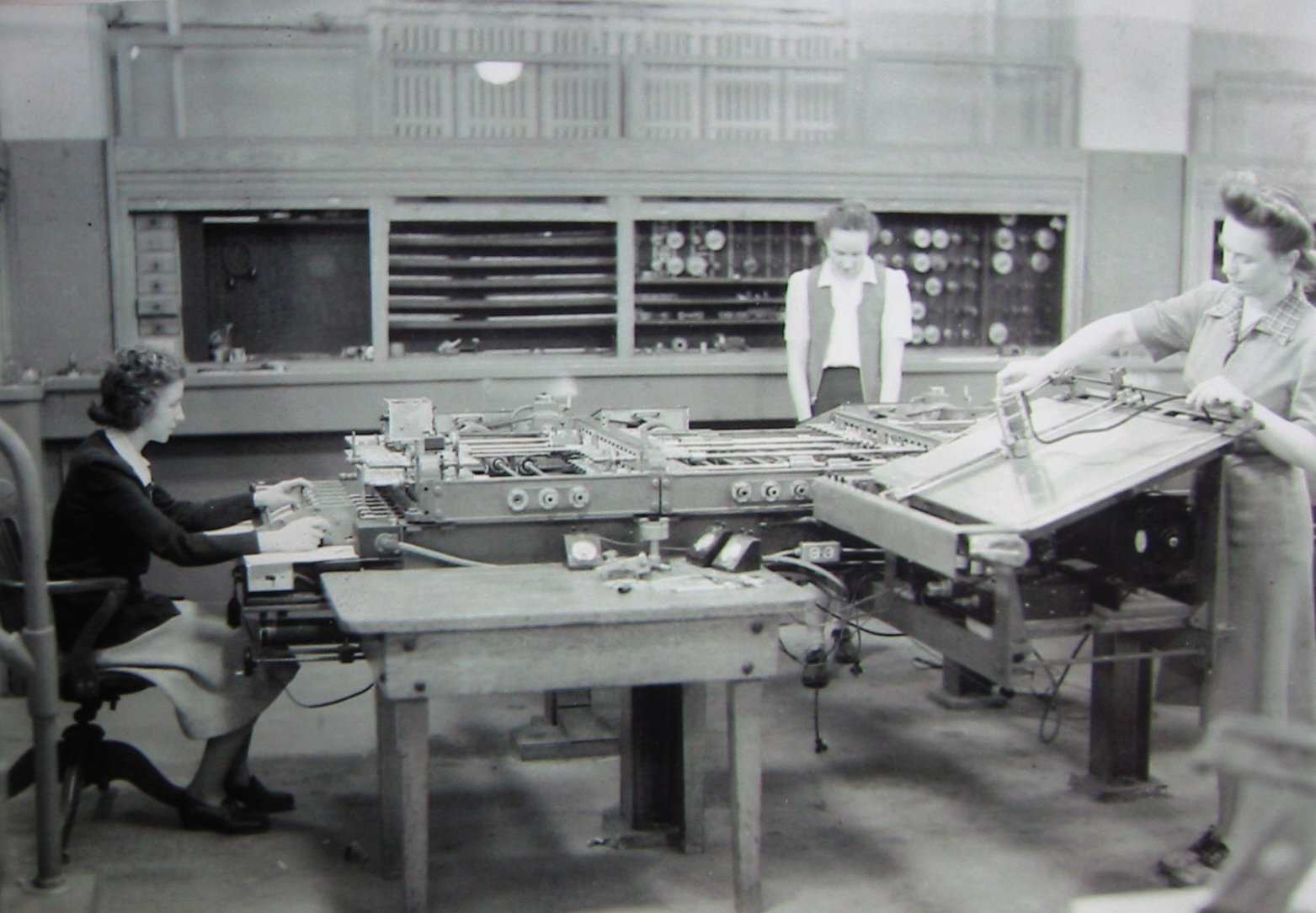
Kay McNulty, Alyse Snyder, y Sis Stump operan el analizador diferencial en el sótano de la Escuela Moore de Ingeniería Eléctrica, Universidad de Pensilvania, en Filadelfia, en una fotografía tomada entre 1942 y 1945.

El analizador diferencial (en inglés, Differential analyser) fue un computador analógico mecánico diseñado para solucionar ecuaciones diferenciales por integración, usando mecanismos de ruedas y discos para realizar la integración. Fue uno de los primeros dispositivos de computación avanzados en usarse operacionalmente.
El analizador fue inventado en 1876 por James Thomson, hermano de Lord Kelvin. Harold Locke Hazen y Vannevar Bush construyeron una primera versión funcional a principios de 1927 en el MIT, para luego publicar en 1931 un informe detallado sobre el dispositivo. D. R. Hartree, de la Universidad de Mánchester, llevó el diseño a Inglaterra, donde construyó su primer modelo con su estudiante, Arthur Porter, en 1934. Durante los cinco años siguientes, se construyeron tres más en el país: en la Universidad de Cambridge, en la Queen's University de Belfast y en la Royal Aircraft Establishment en Farnborough. En los Estados Unidos, los analizadores diferenciales fueron construidos en la base de la Fuerza Aérea Wright-Patterson y en el sótano de la Escuela Moore de Ingeniería Eléctrica en la Universidad de Pensilvania a principios de los años 1940; este último se usó de manera extensiva en la línea de montaje de las tablas de fuego balístico de artillería antes de la invención del ENIAC, cuyo diseño tuvo una influencia muy importante del analizador diferencial. Algunos años más tarde, otro computador, el UTEC, fue construido en la Universidad de Toronto, pero aparece que vio poco o ningún de uso.
El analizador diferencial fue utilizado en el desarrollo de la bomba de rebote, usada para atacar las represas hidroeléctricas alemanas durante la Segunda Guerra Mundial. Los analizadores diferenciales también han sido usados en el cálculo de la erosión del suelo por las autoridades de control fluvial. Eventualmente se volvieron obsoletos, primero por las computadoras electrónicas analógicas, y posteriormente por los computadores digitales.
Más recientemente, la construcción de analizadores diferenciales usando piezas de Meccano se ha convertido en un proyecto popular entre los aficionados.
Un analizador diferencial en operación aparece en la película de 1956 La Tierra vs. los platillos voladores, y en la película de 1951 Cuando los mundos chocan.